# Partido Laborista Australiano
El Partido Laborista Australiano (en inglés: Australian Labor Party) también conocido simplemente como Laborista, es un partido político australiano de ideología progresista y laborista. Es el principal partido de centroizquierda en la política australiana. El partido es el partido político más antiguo de Australia.
El partido no se fundó como partido federal hasta después de la primera sesión del parlamento australiano en 1901. Sin embargo, se lo considera descendiente de partidos laborales fundados en las diversas colonias australianas por el movimiento obrero emergente en Australia, que comenzó formalmente en 1891. Los partidos laboristas coloniales disputaron escaños desde 1891 y escaños federales después de la Federación en las elecciones federales de 1901. El partido formó el primer gobierno laborista y socialdemócrata a nivel nacional y mundial. En las elecciones federales de 1910, fue el primer partido en Australia en ganar una mayoría en ambas cámaras del parlamento australiano. A nivel federal y estatal, los predecesores del partido, entre otros, tanto el británico Partido Laborista y el Partido Laborista de Nueva Zelanda formaron en conjunto la implementación de políticas laboristas internacional. El partido es miembro de la Alianza Progresista, una red de partidos socialdemócratas, habiendo sido previamente miembro de la Internacional Socialista, entre 1966 y 2014.

## Historia

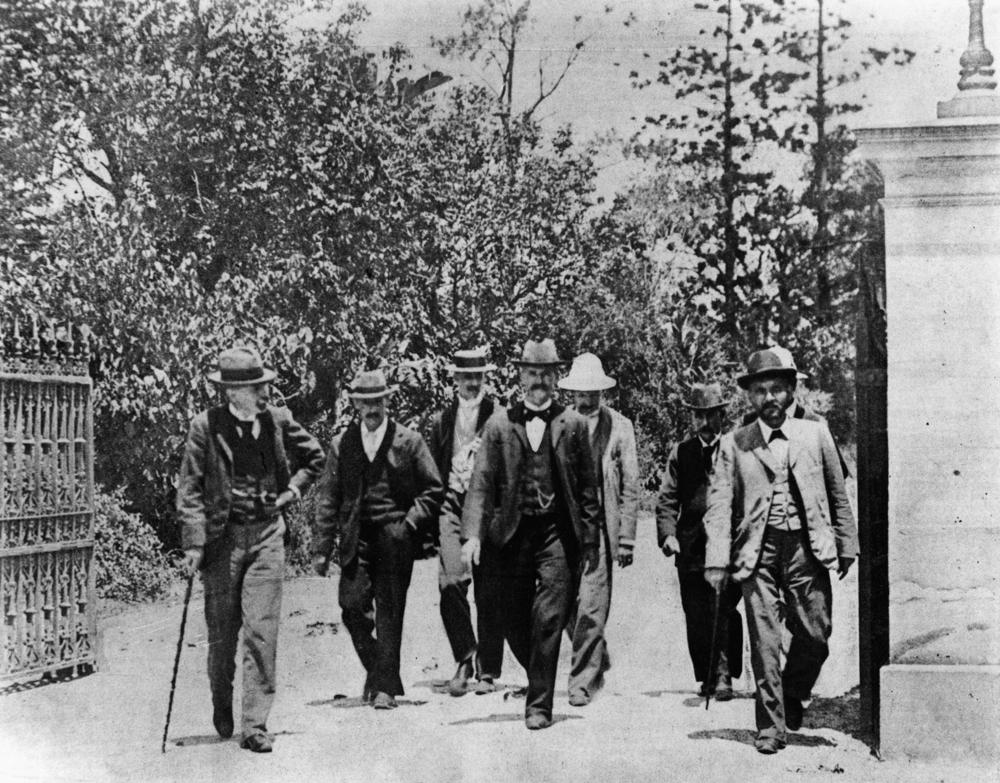
El primer ministerio de Queensland Anderson Dawson, después de prestar juramento el 1 de diciembre de 1899. Fue el primer gobierno formado por un partido laborista en el mundo.

El Partido Laborista Australiano tiene sus orígenes en los partidos laboristas fundados en la década de 1890 en las colonias australianas antes de la federación. La tradición laboral atribuyo la fundación de Queensland Labor una reunión de trabajadores pastorales en huelga bajo un denominado Árbol del Conocimiento en Barcaldine, Queensland en 1891. La huelga de los esquiladores de 1891 se consideró uno de los factores de la formación del Partido Laborista Australiano. El 9 de septiembre de 1892 se leyó el Manifiesto del Partido Laborista de Queensland bajo el conocido Árbol del Conocimiento en Barcaldine después de la Gran Huelga de Esquiladores. La Biblioteca Estatal de Queensland conserva en la actualidad el manifiesto, en 2008 el documento histórico se agregó al Registro Australiano de la Memoria del Mundo de la UNESCO y en 2009, el documento se agregó al Registro Internacional de la Memoria del Mundo de la UNESCO. La rama del partido en Balmain, Nueva Gales del Sur, afirma ser la más antigua de Australia. El laborismo como partido parlamentario data de 1891 en Nueva Gales del Sur y Australia del Sur, 1893 en Queensland y más tarde en las otras colonias.

## Nombre y ortografía

La palabra Labor, en inglés australiano, se escribe con una u, Labour

En el inglés australiano estándar, la palabra Labour (en español: Laborista) se escribe con una u. Sin embargo, el partido político utiliza la palabra Labor, sin u. Originalmente no había una ortografía estandarizada del nombre del partido, con Labour y Labor ambos en uso común. Según Ross McMullin, quien escribió una historia oficial del Partido Laborista, la portada de las actas de la Conferencia Federal usaba la ortografía Labor en 1902, Labour en 1905 y 1908, y luego Labor desde 1912 en adelante. En 1908, James Cattspresentó presentó una moción en la Conferencia Federal para que el nombre del partido sea el Australian Labour Party, que fue aprobada por 22 votos. Una moción separada que recomendaba a las ramas estatales a adoptar el nombre fue rechazada. No hubo uniformidad en los nombres de los partidos hasta 1918, cuando el partido federal resolvió que las ramas estatales deberían adoptar el nombre Australian Labor Party, ahora escrito sin una u. Cada rama estatal había utilizado previamente un nombre diferente, debido a sus diferentes orígenes.
A pesar de que ALP adoptó oficialmente la ortografía sin u, la ortografía oficial tardó décadas en lograr una aceptación generalizada. Según McMullin, la forma en que se consolidó la ortografía del Partido Laborista tuvo más que ver con el tipo que terminó siendo el encargado de imprimir el informe de la conferencia federal que con cualquier otra razón. Algunas fuentes han atribuido la elección oficial de Labor a la influencia del Rey O'Malley, quien nació en los Estados Unidos y supuestamente fue un defensor de la reforma ortográfica; la ortografía sin u es la forma estándar en Inglés estadounidense. Se ha sugerido que la adopción de la grafía sin u, significó uno de los primeros intentos de modernización del partido, y sirvió para diferenciar al partido del movimiento obrero australiano en su conjunto y distinguirlo de otros partidos obreros del Imperio británico. La decisión de incluir la palabra Australian (en español: Australiano) en el nombre del partido, en lugar de simplemente Labour Party (en español: Partido Laborista) como en el homólogo del Reino Unido, se ha atribuido a la mayor importancia del nacionalismo para los fundadores de los partidos coloniales.

## Ideología
La constitución laborista ha declarado durante mucho tiempo: El Partido Laborista Australiano es un partido socialista democrático y tiene el objetivo de la socialización democrática de la industria, la producción, la distribución y el intercambio, en la medida necesaria para eliminar la explotación y otras características antisociales en estos campos. Este objetivo se introdujo en 1921, pero luego fue calificado por dos objetivos más: mantenimiento y apoyo de un sector privado competitivo no monopolista y el derecho a la propiedad privada. Los gobiernos laboristas no han intentado la socialización democrática de ninguna industria desde la década de 1940, cuando el gobierno de Ben Chifley no logró nacionalizar los bancos privados y varias industrias como la aviación. La actual Plataforma Nacional Laborista describe al partido como un partido socialdemócrata moderno.
En los últimos años, el Partido Laborista se ha desplazado hacia el centro ideológicamente y ahora tiene muchos puntos de acuerdo con el Partido Liberal, su gran rival conservador. Por ejemplo, apoya la detención de solicitantes de asilo en campos en el extranjero, abriendo los primeros en 2013, y en 2009 elevó la edad de jubilación a 67 años. Su programa de protección del clima está más desarrollado que el de los conservadores, pero sigue considerándose ampliamente insuficiente en un país que es uno de los principales emisores per cápita de gases de efecto invernadero del mundo.

## Organización

### Líderes del partido
| #    | Imagen             | Líderes          | Inició                   | Final                    |
| ---- | ------------------ | ---------------- | ------------------------ | ------------------------ |
| 1    |                    | Chris Watson     | 20 de mayo de 1901       | 30 de octubre de 1907    |
| 2    |                    | Andrew Fisher    | 30 de octubre de 1907    | 27 de octubre de 1915    |
| 3    |                    | Billy Hughes     | 27 de octubre de 1915    | 14 de noviembre de 1916  |
| 4    |                    | Frank Tudor      | 14 de noviembre de 1916  | 10 de enero de 1922      |
| 5    |                    | Matthew Charlton | 16 de enero de 1922      | 16 de mayo de 1922       |
| 5    | 16 de mayo de 1922 | Matthew Charlton | 29 de marzo de 1928      |                          |
| 6    |                    | James Scullin    | 26 de abril de 1928      | 1 de octubre de 1935     |
| 7    |                    | John Curtin      | 1 de octubre de 1935     | 5 de julio de 1945       |
| –    |                    | Frank Forde      | 6 de julio de 1945       | 13 de julio de 1945      |
| 8    |                    | Ben Chifley      | 13 de julio de 1945      | 13 de junio de 1951      |
| 9    |                    | H. V. Evatt      | 20 de junio de 1951      | 9 de febrero de 1960     |
| 10   |                    | Arthur Calwell   | 7 de marzo de 1960       | 8 de febrero de 1967     |
| 11   |                    | Gough Whitlam    | 9 de febrero de 1967     | 22 de diciembre de 1977  |
| 12   |                    | Bill Hayden      | 22 de diciembre de 1977  | 3 de febrero de 1983     |
| 13   |                    | Bob Hawke        | 3 de febrero de 1983     | 20 de diciembre de 1991  |
| 14   |                    | Paul Keating     | 20 de diciembre de 1991  | 2 de marzo de 1996       |
| 15   |                    | Kim Beazley      | 19 de marzo de 1996      | 22 de noviembre de 2001  |
| 16   |                    | Simon Crean      | 22 de noviembre de 2001  | 2 de diciembre de 2003   |
| 17   |                    | Mark Latham      | 2 de diciembre de 2003   | 18 de enero de 2005      |
| (15) |                    | Kim Beazley      | 18 de enero de 2005      | 4 de diciembre de 2006   |
| 18   |                    | Kevin Rudd       | 4 de diciembre de 2006   | 24 de junio de 2010      |
| 19   |                    | Julia Gillard    | 24 de junio de 2010      | 26 de junio de 2013      |
| (18) |                    | Kevin Rudd       | 26 de junio de 2013      | 13 de septiembre de 2013 |
| –    |                    | Chris Bowen      | 18 de septiembre de 2013 | 13 de octubre de 2013    |
| 20   |                    | Bill Shorten     | 13 de octubre de 2013    | 30 de mayo de 2019       |
| 21   |                    | Anthony Albanese | 30 de mayo de 2019       | En el cargo              |

### Líderes estatales y territoriales
|  | 37.1 % |

|  | 37.03 % |

|  | 39.5 % |

|  | 59.1 % |

|  | 40.0 % |

|  | 28.2 % |

|  | 37.8 % |

|  | 31.3 % |

## Resultados electorales

### Elecciones federales
|  | 15.76 % |

|  | 30.95 % |

|  | 36.64 % |

|  | 49.97 % |

|  | 48.47 % |

|  | 50.89 % |

|  | 43.94 % |

|  | 42.49 % |

|  | 42.30 % |

|  | 45.04 % |

|  | 44.64 % |

|  | 48.84 % |

|  | 27.10 % |

|  | 26.81 % |

|  | 43.17 % |

|  | 40.16 % |

|  | 49.94 % |

|  | 49.71 % |

|  | 45.98 % |

|  | 47.63 % |

|  | 50.03 % |

|  | 44.63 % |

|  | 42.81 % |

|  | 47.90 % |

|  | 45.47 % |

|  | 39.98 % |

|  | 46.95 % |

|  | 49.59 % |

|  | 49.30 % |

|  | 42.84 % |

|  | 39.65 % |

|  | 45.15 % |

|  | 49.48 % |

|  | 47.55 % |

|  | 45.76 % |

|  | 39.44 % |

|  | 44.92 % |

|  | 38.69 % |

|  | 40.10 % |

|  | 37.84 % |

|  | 37.63 % |

|  | 43.38 % |

|  | 37.99 % |

|  | 33.38 % |

|  | 34.73 % |

|  | 33.34 % |

|  | 32.58 % |

|  | 34.75 % |